# Chassagne-Montrachet
Chassagne-Montrachet é uma comuna francesa na região administrativa da Borgonha-Franco-Condado, no departamento de Côte-d'Or. Estende-se por uma área de 6,53 km². Em 2010 a comuna tinha 313 habitantes (densidade: 47,9 hab./km²).